# دودمان بیستم مصر
دودمان بیستم مصر باستان واپسین دودمان پادشاهی نوین است که از سال ۱۱۸۹ پیش از میلاد تا ۱۰۷۸ پ. م. بر مصر فرمانروایی می‌کرد. پس از این دودمان، دوره‌ای از نابسامانی و آشوب در مصر فرمانروا شد که به آن دوره میانی سوم می گویند.

## فرعون‌های دودمان بیستم
فرعون‌های دودمان بیستم برای نزدیک به ۱۲۰ سال بر کشور حکم راندند. نام و تاریخ فرمانروایی این شاهان در جدول زیر برگرفته از کتاب «تاریخ‌شناسی مصر کهن» است. بسیاری از این پادشاهان بر خود نام رامسس گذاشته بودند و در دره پادشاهان به خاک سپرده شدند.
| نام پادشاه   | نام هوروسی (تاجی)           | تاریخ             | آرامگاه | شهبانو (یان)       | تصویر |
| ------------ | --------------------------- | ----------------- | ------- | ------------------ | ----- |
| ست‌ناخت       | اوسِرخعورع ستپن رع           | ۱۱۸۹ – ۱۱۸۶ پ. م. | کی‌وی۱۴  | تیی مرنس           |       |
| رامسس سوم    | اوسِر حقاماعت‌رَع سِتِپِن‌آمون     | ۱۱۸۶ – ۱۱۵۵ پ. م. | کی‌وی۱۱  | ایست تی‌یه          |       |
| رامسس چهارم  | اوسِرماعت رَع سِتِپِن رَع         | ۱۱۵۵ – ۱۱۴۹ پ. م. | کی‌وی۲   | دواتنتوپت          |       |
| رامسس پنجم   | اوسِرماعت رَع سِخِپِرن‌رَع         | ۱۱۴۹ – ۱۱۴۵ پ. م. | کی‌وی۹   | حنوت‌واتی تاورت‌تنرو |       |
| رامسس ششم    | نب‌ماعت رع مِرِن‌آمون           | ۱۱۴۵ – ۱۱۳۷ پ. م. | کی‌وی۹   | نوب‌خسبد            |       |
| رامسس هفتم   | اوسِرماعت رَع ستپن رع مِرِن‌آمون | ۱۱۳۷ – ۱۱۳۰ پ. م. | کی‌وی۱   |                    |       |
| رامسس هشتم   | اوسِرماعت رَع آخن‌آمون         | ۱۱۳۰ – ۱۱۲۹ پ. م. |         |                    |       |
| رامسس نهم    | نفرکارع ستپن رع             | ۱۱۲۹ – ۱۱۱۱ پ. م. | کی‌وی۶   | باکت‌ورنل           |       |
| رامسس دهم    | خپرماعت رع ستپن رع          | ۱۱۱۱ – ۱۱۰۷ پ. م. | کی‌وی۱۸  | تیتی               |       |
| رامسس یازدهم | من‌ماعت رع ستپن‌پتح           | ۱۱۰۷ – ۱۰۷۸ پ. م. | کی‌وی۴   | تنت‌آمون            |       |